# كولن كامبل (سياسي)
كولن كامبل (بالإنجليزية: Colin Campbell)‏ هو سياسي بريطاني، ولد في 31 أغسطس 1938 في المملكة المتحدة. حزبياً، نشط في الحزب القومي الاسكتلندي. في الانتخابات النيابية العمومية الاسكتلندية 1999 ‏، انتخب عضو البرلمان الاسكتلندي الأول ‏ عن دائرة West of Scotland (Scottish Parliament electoral region) ‏ وقد انضم خلال فترته النيابية ‏ (6 مايو 1999 – 31 مارس 2003)  للكتلة البرلمانية الحزب القومي الاسكتلندي.